# Carnoustie

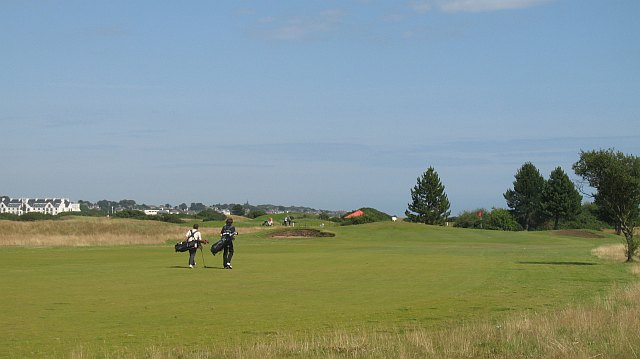
Campo da golf a Carnoustie

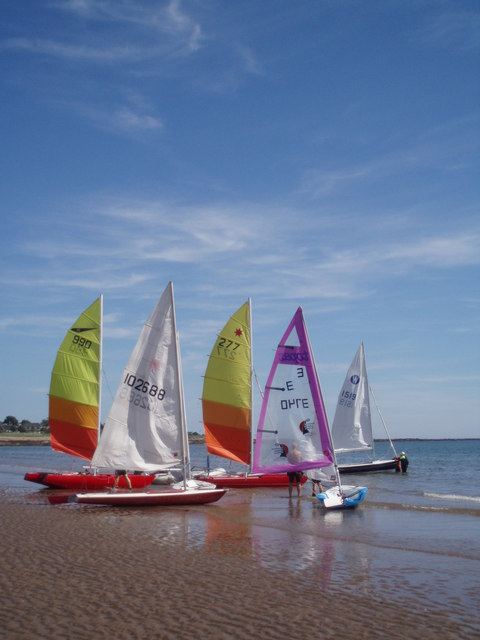
Imbarcazioni a Carnoustie

Carnoustie (in gaelico scozzese: Càrn Fheusda; 3,65 km²; 11.000 ab. circa) è una cittadina sul Mare del Nord della Scozia centro-orientale, facente parte dell'area amministrativa di Angus e situata lungo l'estuario del Barry Burn.
La località è famosa per i suoi campi da golf.

## Geografia fisica

### Collocazione
Carnoustie si trova a metà strada tra Dundee/Newport-on-Tay ed Arbroath (rispettivamente a nord-est delle prime due e a sud/sud-ovest della seconda), a circa 22 km a sud-est del capoluogo dell'Angus Forfar.

## Società

### Evoluzione demografica
Al censimento del 2001, Carnoustie contava una popolazione pari a 10.561 abitanti.

## Storia
A partire 1838, la località fu raggiungibile in treno, grazie alla ferrovia che collegava Dundee ad Aberdeen.

## Edifici e luoghi d'interesse
- Panmure House[8]
- Camus Cross[9]

|  |

## Sport

### Golf
A Carnoustie il golf è uno sport praticato sin dal XVI secolo.
Risale al 1839-1842 la fondazione Carnoustie Golf Club.
Risale invece al 1850 la realizzazione del Carnoustie Golf Links, celebre campo da golf.

### Calcio
La squadra di calcio locale il Carnoustie Panmure Junior Football Club, fondata nel 1936 e che milita a livello di competizioni giovanili.

## Amministrazione

### Gemellaggi
- Aulnay-sur-Mauldre (Francia)[11]
- Maule[11][12]